# Arnold Antonin

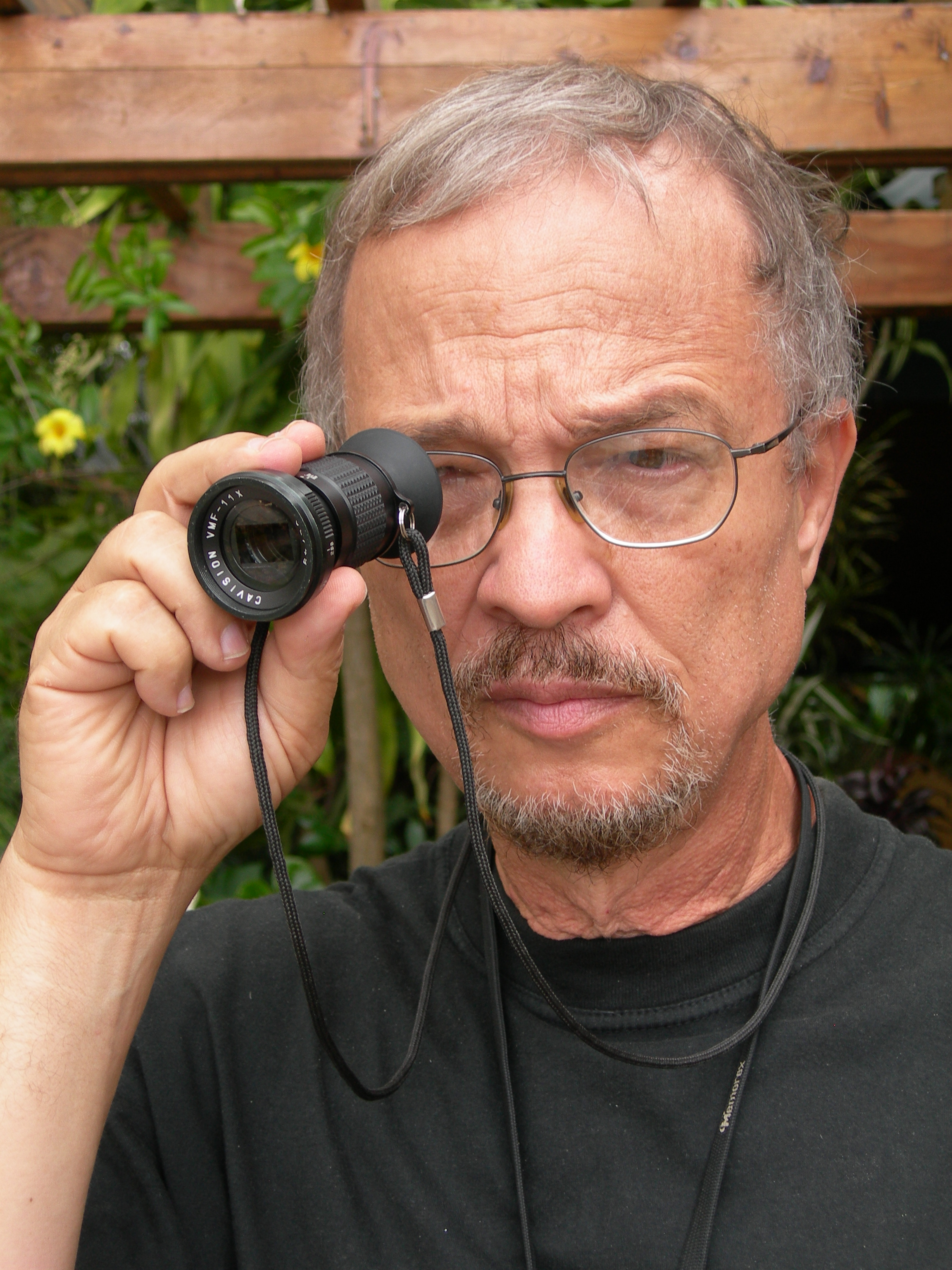
Arnold Antonin

Arnold Antonin (* 3. Dezember 1942 in Port-au-Prince) ist ein haitianischer Filmemacher, der für sein soziales, politisches und kulturelles Engagement innerhalb und außerhalb Haitis bekannt ist. Für sein Lebenswerk wurde er 2002 auf dem Internationalen Filmfestival von Cannes mit dem Djibril Diop Mambety-Preis ausgezeichnet. In den Jahren 2007, 2009 und 2011 erhielt er den Paul-Robeson-Preis für den besten Film der afrikanischen Diaspora bei dem FESPACO Festival in Ouagadougou.
Im Jahr 1986 gründete er mit dem Centre Pétion-Bolivar ein Kulturzentrum, das zum Partner der Friedrich-Ebert-Stiftung in Haiti wurde. Er war von 2005 bis 2009 Präsident der Association haïtienne des cinéastes (AHC).

## Leben
Antonin wurde 1942 als Celesti Corbanese in Port-au-Prince, Haiti, geboren. Sein Vater war ein ursprünglich venezianischer Geschäftsmann. Er ist Filmregisseur und Universitätsdozent sowie Leiter eines Kulturzentrums.
Er besuchte die Primar- und Sekundarstufe der katholischen Jungenschule Petit Séminaire Collège Saint-Martial in Port-au-Prince. Schon in seiner Jugend war er regelmäßig an Filmen interessiert. Nach Abschluss der dem Abitur vergleichbaren „etudes classiques“ ging Antonin nach Europa, da er von der politischen Polizei wegen einer Teilnahme an einem Streik verfolgt wurde. Er verließ Haiti 1960 und nahm den Namen Arnold Antonin an, um aus dem Exil heraus die Diktatur François Duvaliers und später dessen Sohns Jean-Claude Duvalier zu kritisieren. An der Universität La Sapienza in Rom erwarb er einen Bachelor und 1970 einen Doktortitel in Wirtschaftswissenschaft.

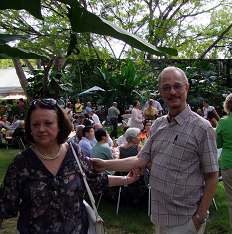
Arnold Antonin mit seiner Frau im Garten der Residenz der deutschen Botschaft Port-au-Prince, 2011

Als Jean-Claude Duvalier 1986 gestürzt wurde, kehrte Antonin nach Haiti zurück. Zunächst konzentrierte er sich auf Menschenrechtsfragen und war im Dezember 1986 mit Unterstützung der UNESCO an der Gründung des Réseau National de Défense des Droits Humains (Nationales Netzwerk zur Verteidigung der Menschenrechte, RNDDH) beteiligt. Ebenfalls 1986 errichtete Antonin das Centre Pétion-Bolivar, eine gemeinnützige Bildungsstiftung mit Sitz in Pétionville, einem Vorort von Port-au-Prince. Das gemeinnützige Kulturzentrum subventionierte unter anderem die Produktion von Dokumentar- und Spielfilmen von Haitianern über Haiti. Viele von Antonin s eigenen Filmen wurden vom Centre unterstützt. Das Centre Pétion-Bolivar wurde im März 2020 nach 34 Jahren aufgrund finanzieller Engpässe, die durch die COVID-19-Pandemie noch verschärft wurden, geschlossen. Es war während seines Bestehens Partner der Friedrich-Ebert-Stiftung in Haiti. Antonin organisierte im Centre Pétion-Bolvar regelmäßige Debatten unter dem Namen „Freies Forum des Donnerstags“ (Forum Libre du Jeudi).
Nach der Gründung dieser Organisationen engagierte sich Antonin zunehmend in der Politik.

## Filmschaffen
Antonin begann noch im Exil 1974 mit Filmen, die sich vor allem kritisch mit dem Regime Duvalier in seinem Heimatland auseinandersetzten. Breite Aufmerksamkeit fand schon im Jahr 1975 sein zweistündiger Film „Haiti, der Weg zur Freiheit“, ein Dokumentarfilm, der im Rahmen der zahlreichen Kampagnen zur Mobilisierung gegen die Duvalier-Diktatur weltweit vorgeführt wurde. Der Film war das erste cineastische Werk in Spielfilmlänge, das überhaupt von einem Haitianer geschaffen wurde.
Stark in der soziopolitischen Szene Haitis engagiert, beschäftigte sich Antonin in seinen Filmen mit den Problemen des Landes. Dabei überwog die Sichtweise der Männer, während die Frauen als Wegweiser weg von Gewalt und politischer Korruption dargestellt wurden. Antonin schuf 2006 seinen Film „Hat der Präsident AIDS?“ (Le President a-t-il le Sida?), um auf die Stigmatisierung der Haitianer in Bezug auf AIDS aufmerksam zu machen und sie zu ermutigen, sich testen zu lassen und die Krankheit als behandelbar zu betrachten.
Mit seinen Filmen dokumentiert er, setzt sich aber auch kritisch mit den verheerenden Zuständen Haitis auseinander. Immer wieder streut er Porträts von Menschen ein, die in Haiti in der verschiedensten Bereichen Großartiges geleistet haben.
Antonin war von 2005 bis 2009 Präsident der Association Haïtienne des Cinéastes (Vereinigung Haitianischer Cineasten; AHC).
Am 20. Januar 2011 veranstaltete die UNESCO in Paris die Tagung Haiti: One Year after the Earthquake, bei der Antonins Film Chronique d’une catastrophe annoncée in seiner Anwesenheit vorgeführt wurde.

## Filmografie (Auswahl)
- 1974: Duvalier accusé (Duvalier angeklagt), 20 Minuten, 16 mm.
- 1975: Duvalier condamné (Duvalier verurteilt), 40 Minuten, 16 mm.
- 1975: Ayiti, men chimen libète (Haiti, der Weg zur Freiheit). 120 Minuten, Schwarzweiß. 16 mm.
- 1976: Art naïf et répression en Haïti (Naive Kunst und Unterdrückung in Haiti), 45 Minuten, 16 mm.
- 1981: Un tonton macoute peut-il être poète? (Kann ein Tonton Macoute Dichter sein?), 35 Minuten, 16 mm.
- 1984: Le Droit à la parole (Das Recht der freien Rede), Produktion für Radio Haïti. 15 Minuten, 16 mm.
- 1988: 20 Ans de travail avec les pauvres (20 Jahre Arbeit mit den Armen), 45 Minuten, Video.
- 1988: Le Manioc est la vie de Maréchal (Maniok ist das Leben von Marschall), 40 Minuten, Video.
- 1989: La Drogue ne pardonne pas ! (Drogen verzeihen nicht !), 15 Minuten, Video.
- 1989: Les Droits de l’enfant (Kinderrechte), 15 Minuten, Video.
- 1993: Port-au-Prince, la 3e Guerre mondiale a déjà eu lieu (Port-au-Prince, der 3. Weltkrieg hat bereits stattgefunden), 15 Minuten, Video.
- 1998: Qu’est-ce qu’un syndicat ? (Was ist eine Gewerkschaft?), 20 Minuten, Video.
- 1999: La Protection du citoyen (Der Schutz des Bürgers), 20 Minuten, Video.
- 2000: Courage de femme (Mut der Frau), 17 Minuten, Video.
- 2001: Tiga : Haïti, rêve, possession, création, folie (Tiga: Haiti, Traum, Besitz, Schöpfung, Wahnsinn), 52 Minuten, Video.
- 2001: Beauté contre pauvreté à Jalousie (Schönheit gegen Armut in Jalousie), 13 Minuten, Video.
- 2002: Piwouli et le Zenglendo (Piwouli und das Zenglendo), 90 Minuten, Video.
- 2002: Cédor ou l’Esthétique de la modestie (Cédor oder die Ästhetik der Bescheidenheit), 39 Minuten, Video.
- 2003: Albert Mangonès, l’espace public (Albert Mangonès, der öffentliche Raum), 52 Minuten, Video.
- 2003: André Pierre, celui qui peint le bon (André Pierre, der das Gute malt), 26 Minuten, Video.
- 2004: Economy of survival in Haiti (Ökonomie des Überlebens in Haiti), 26 Minuten, Video.
- 2004: GNB contre Attila ou une autre Haïti est-elle possible? (GNB gegen Attila oder: Ist ein anderes Haiti möglich?), 120 Minuten, Video.
- 2006: Le Président a-t-il le Sida? (Hat der Präsident AIDS?), 123 Minuten, Video.
- 2007: Préfète Duffaut, piété et urbanisme imaginaire (Präfektin Duffaut, Frömmigkeit und imaginäre Stadtplanung), 30 Minuten, Video.
- 2007: Aubelin de Jolicoeur, Mister Haïti (Aubelin de Jolicoeur, Mister Haiti), 26 Minuten, Video.
- 2008: Jacques Roumain, la passion d'un pays (Jacques Roumain, Leidenschaft für ein Land), 118 Minuten, Video.[11]
- 2008: Cinq histoires vraies (Fünf wahre Geschichten), 30 Minuten, Video.
- 2008: Bâtir l’avenir (Die Zukunft gestalten), 30 Minuten, Video.
- 2009: Les amours d’un zombi (Die Liebschaften eines Zombies), 90 Minuten, Video.
- 2009: La sculpture peut-elle sauver le village de Noailles ou Les Boss métal de la Croix des Bouquets (Rettet die Skulptur das Dorf Noailles oder die Metallbosse von Croix des Bouquets), 32 Minuten, Video.
- 2010: Chronique d’une catastrophe annoncée ou Haïti: apocapypsis now (Chronik einer angekündigten Katastrophe oder Haiti: Apokalypse now), 18 Minuten, Video.
- 2010: La Planète bleue de Lucner Lazard (Der blaue Planet von Lucner Lazard), 23 Minuten, Video.
- 2011: Six femmes d'exception (Sechs außergewöhnliche Frauen), 88 Minuten, Video.
- 2012: Herby, jazz et musique haïtienne (Herby, Jazz und Musik Haitis), 82 Minuten, Video.
- 2012: Gérard Gourgue: l'homme qui aurait pu changer le cours de l'histoire (Gérard Gourgue, der Mann der die Geschichte hätte ändern können), 122 Minuten, DVD.
- 2013: Le règne de l'impunité (Die Herrschaft der Straflosigkeit), 65 Minuten, DVD.
- 2014: Georges Corvington: Port-au-Prince, mon seul et unique amour (Georges Corvington: Port-au-Prince, meine einzige und einzigartige Liebe), 52 Minuten, DVD.
- 2015: Traversée des mondes de Franketienne (Entdeckung der Welten von Franketienne), 86 Minuten, DVD.
- 2016: René Depestre: on ne rate pas une vie éternelle (René Depestre: Man verdirbt kein ewiges Leben), 120 Minuten, DVD.
- 2019: Anthony Phelps à la frontière du texte (Anthony Phelps: An der Grenze der Worte), 79 Minuten, DVD.
- 2019: Atis kap taye banda nan lari Pòtoprens (Glückliche Bildhauer der Straßen von Port-au-Prince), 86 Minuten, DVD.
- 2020: Ainsi parla la mer (Jetzt spricht das Meer), 49 Minuten, DVD.
- 2022: Jean-Jacques Dessalines, le vainqueur de Napoléon Bonaparte (Jean-Jacques Dessalines, Sieger über Napoleon Bonaparte), 97 Minuten, DVD.

## Preise (Auswahl)
- 2007 FESPACO Paul Robeson-Preis für Does the President Have Aids?
- 2009 FESPACO Paul Robeson-Preis für Jacques Roumain: The Passion for a Country
- 2011 FESPACO Paul Robeson-Preis für The loves of a zombi or can a zombi be president?[12][13]
- 2020 Internationales Filmfestival der Menschenrechte in Bolivien für Ainsi parla la mer[14]
- 2021 Festival international de cinéma Vues d’Afrique, Preis in der Kategorie «Nachhaltige Entwicklung» für Ainsi parla la mer[15]